# Al-Nasir
al-Nasir, död 1225, var abbasidernas 35:e kalif. Han var regerade kalif i Abbasidkalifatet mellan 1180 och 1225. 